# Survivor Series (2009)
Survivor Series 2009 – gala odbyła się 22 listopada 2009 w Verizon Center (Waszyngton, Dystrykt Kolumbii).
Walką wieczoru był Triple Threat Match pomiędzy Johnem Ceną, Triple H i Shawnem Michaelsem o pas WWE Championship oraz drugi Triple Threat Match The Undertaker vs. Chris Jericho vs. Big Show o pas WWE World Heavyweight Championship. Odbyły się też 3 walki tag teamowe, pomiędzy drużynami The Miza i Johna Morrisona, Randy'ego Ortona i Kofiego Kingstona oraz div Mickie James i Michelle McCool.

## Wyniki walk
| Lp   | Mecz | Stypulacja                                           | Zwycięzca       | Czas  |
| ---- | --- | ---------------------------------------------------- | --------------- | ----- |
| Dark | Santino Marella vs. Chavo Guerrero | Singles Match                                        | Santino Marella | N/A   |
| 1    | Team Miz (The Miz, Dolph Ziggler, Jack Swagger, Sheamus & Drew McIntyre vs. Team Morrison (John Morrison, Evan Bourne, Finlay, Matt Hardy & Shelton Benjamin)            | Traditional Survivor Series Tag Team Match           | Team Miz        | 20:52 |
| 2    | Rey Mysterio vs. Batista | Singles Match                                        | Batista         | 06:50 |
| 3    | Team Kingston (Kofi Kingston, Mark Henry, Montel Vontavious Porter, Christian & R-Truth) vs. Team Orton (Randy Orton, CM Punk, Cody Rhodes, Ted DiBiase & William Regal) | Traditional Survivor Series Tag Team Match           | Team Kingston   | 20:47 |
| 4    | The Undertaker (c) vs. Big Show vs. Chris Jericho | Triple Threat Match + World Heavyweight Championship | The Undertaker  | 13:37 |
| 5    | Team Michelle (Michelle McCool, Beth Phoenix, Alicia Fox, Layla & Jillian Hall) vs. Team Mickie (Mickie James, Melina, Kelly Kelly, Gail Kim & Eve Torres)               | Traditional Survivor Series Tag Team Match           | Team Mickie     | 10:38 |
| 6    | John Cena (c) vs. Triple H vs. Shawn Michaels | Triple Threat Match + WWE Championship               | John Cena       | 21:19 |

### Eliminacje
1.
| Eliminacja | Wrestler                                   | Drużyna                                    | Wyeliminowany przez                        | Metoda eliminacji                          | Czas                                       |
| ---------- | ------------------------------------------ | ------------------------------------------ | ------------------------------------------ | ------------------------------------------ | ------------------------------------------ |
| 1          | Dolph Ziggler                              | Team Miz                                   | Evan Bourne                                | Air Bourne                                 | 3:54                                       |
| 2          | Evan Bourne                                | Team Morrison                              | Drew McIntyre                              | Future Shock DDT                           | 04:09                                      |
| 3          | Finlay                                     | Team Morrison                              | Sheamus                                    | Brogue Kick                                | 05:11                                      |
| 4          | Jack Swagger                               | Team Miz                                   | John Morrison                              | Starship Pain                              | 12:05                                      |
| 5          | Shelton Benjamin                           | Team Morrison                              | The Miz                                    | Skull-Crushing Finale                      | 14:57                                      |
| 6          | Matt Hardy                                 | Team Morrison                              | Drew McIntyre                              | Future Shock DDT                           | 17:08                                      |
| 7          | John Morrison                              | Team Morrison                              | Sheamus                                    | High Cross Powerbomb                       | 20:52                                      |
| Zwycięzcy: | The Miz, Sheamus, Drew McIntyre (Team Miz) | The Miz, Sheamus, Drew McIntyre (Team Miz) | The Miz, Sheamus, Drew McIntyre (Team Miz) | The Miz, Sheamus, Drew McIntyre (Team Miz) | The Miz, Sheamus, Drew McIntyre (Team Miz) |

2.
| Eliminacja | Wrestler                      | Drużyna                       | Wyeliminowany przez           | Metoda eliminacji             | Czas                          |
| ---------- | ----------------------------- | ----------------------------- | ----------------------------- | ----------------------------- | ----------------------------- |
| 1          | Mark Henry                    | Team Kingston                 | Randy Orton                   | RKO                           | 0:50                          |
| 2          | R-Truth                       | Team Kingston                 | CM Punk                       | Go To Sleep                   | 03:11                         |
| 3          | Ted DiBiase                   | Team Orton                    | Christians                    | Diving Sunset Flip            | 05:08                         |
| 4          | William Regal                 | Team Orton                    | MVP                           | Drive-by Kick                 | 06:49                         |
| 5          | MVP                           | Team Kingston                 | Cody Rhodes                   | Cross Rhodes                  | 10:08                         |
| 6          | Cody Rhodes                   | Team Orton                    | Christian                     | Killswitch                    | 11:33                         |
| 7          | Christian                     | Team Kingston                 | Randy Orton                   | RKO                           | 13:24                         |
| 8          | CM Punk                       | Team Orton                    | Kofi Kingston                 | Roll-up                       | 20:39                         |
| 9          | Randy Orton                   | Team Orton                    | Kofi Kingston                 | Trouble in Paradise           | 20:47                         |
| Zwycięzcy: | Kofi Kingston (Team Kingston) | Kofi Kingston (Team Kingston) | Kofi Kingston (Team Kingston) | Kofi Kingston (Team Kingston) | Kofi Kingston (Team Kingston) |

3.
| Eliminacja | Wrestler                            | Drużyna                             | Wyeliminowany przez                 | Metoda eliminacji                   | Czas                                |
| ---------- | ----------------------------------- | ----------------------------------- | ----------------------------------- | ----------------------------------- | ----------------------------------- |
| 1          | Layla                               | Team Michelle                       | Kelly Kelly                         | K2                                  | 01:15                               |
| 2          | Gail Kim                            | Team Mickie                         | Michelle McCool                     | Faith Breaker                       | 02:04                               |
| 3          | Jillian Hall                        | Team Michelle                       | Eve Torres                          | Diving Sunset Flip                  | 03:34                               |
| 4          | Eve Torres                          | Team Mickie                         | Beth Phoenix                        | Glam Slam                           | 03:55                               |
| 5          | Kelly Kelly                         | Team Mickie                         | Beth Phoenix                        | Glam Slam                           | 04:08                               |
| 6          | Beth Phoenix                        | Team Michelle                       | Mickie James                        | Crucifix Pin                        | 04:41                               |
| 7          | Alicia Fox                          | Team Michelle                       | Mickie James                        | Lou Thesz press                     | 06:24                               |
| 8          | Michelle McCool                     | Team Michelle                       | Melina                              | Sunset flip powerbomb               | 10:38                               |
| Zwycięzcy: | Mickie James & Melina (Team Mickie) | Mickie James & Melina (Team Mickie) | Mickie James & Melina (Team Mickie) | Mickie James & Melina (Team Mickie) | Mickie James & Melina (Team Mickie) |